# Vladimir Hanga
Vladimir Hanga (n. 21 octombrie 1920, Cucova, județul Bacău – d. 16 iunie 2013, Arad) a fost un profesor universitar doctor docent român, specializat în Drept roman și Istoria dreptului românesc, conducător de doctorat pentru cele două specializări.

## Studii
Absolvent al Facultății de Drept din cadrul Universității București (1943), alege cariera universitară începând ca asistent la materia Drept roman, în cadrul Facultății de Drept din București. Din 1949 ocupă prin concurs catedra de Drept privat roman din cadrul Universității Babeș-Bolyai din Cluj, parcurgând toate treptele universitare.

## Activitate
A fost titular al catedrelor de Drept privat roman (1949-1986) și Drept civil - Succesiuni (1954-1965) la Facultatea de drept, Universitatea Babeș-Bolyai din Cluj A mai predat la Universitatea de Vest Vasile Goldiș din Arad și la Universitatea Creștină Dimitrie Cantemir din Cluj.
Între 1968-1973 profesorul Vladimir Hanga a fost Decan al Facultății de drept din cadrul Universității Babeș-Bolyai din Cluj, mai apoi între 1973 și 1976 a fost prorector al Universității Babeș-Bolyai din Cluj.
Între anii 1977-1984 profesorul Vladimir Hanga a fost reprezentatul României în Comisia pentru Drepturile omului a ONU, iar în perioada 1984-1989 a îndeplinit funcția de arbitru la Curtea de arbitraj permanent de la Haga.
A fost președinte de onoare al grupului român al Asociației Henri Capitant a prietenilor culturii juridice franceze (http://www.capitant.ro), în perioada 2003-2013.

## Titluri științifice
- Doctor în Drept Roman (1946), conducător de doctorat;
- Doctor în Istoria dreptului romanesc (1947), conducător de doctorat;
- Doctor în Științe economice (1949).

## Distincții
- Medalia „Meritul Științific” (26 septembrie 1966) „pentru merite deosebite în activitatea științifică, cu prilejul Centenarului Academiei Republicii Socialiste România”[1]
- Laureat al Premiul Simion Bărnuțiu al Academiei Române 1981
- Doctor Honoris Causa al Universității de Vest din Timișoara,
- Doctor Honoris Causa al Universității Aurel Vlaicu din Arad.
- Doctor Honoris Causa al Universității Vasile Goldiș din Arad

## Afilieri internaționale
Profesorul Vladimir Hanga a fost membru al următoarelor societăți internaționale: Société Internationale pour l'histoire des droits de l'antiquité - Fernand de Visscher SIHDA; Société d'Histoire du Droit; Société d'Histoire du Droit (Paris); Société Jean Bodin pour l'histoire comparative des institutions (Bruxelles); Société de législation comparée (Paris); Collège de la Revue Grotiana (Amsterdam)

## Lucrări

### Cărți
- Cetatea celor șapte coline, Editura Tineretului București 1957;
- Crestomație pentru studiul istoriei statului și dreptului românesc, Ștefan Pascu și Vladimir Hanga, 3 volume;
- Istoria generală a statului și dreptului, Litografia și tipografia învățământului București 1958;
- Drept privat roman, Editura Didactică și Pedagogică București 1964;
- Caius Iulius Caesar, Editura Tineretului, București 1967;
- Alexandru cel Mare, Editura Albatros, București 1974;
- Drept privat roman, tratat, Editura Didactică și Pedagocică București 1977;
- Mari legiuitori ai lumii, Editura Științifică și Enciclopedică București  1977;
- Calculatoarele în serviciul dreptului, Ed. Lumina Lex, București,1996
- Dicționar juridic român - englez, Hanga Vladimir și Rodica Calciu, Editura Lumina Lex București  1998;
- Mic dicționar juridic, Editura Lumina Lex București 1999;
- Drept privat roman, curs, Hanga Vladimir si Mircea Dan Bob, Editura Universul Juridic 2011 (prima ediție: 2005);
- Adagii juridice latinesti, Editura Lumina Lex București 2007;
- Dictionar juridic A - Z, Hanga Vladmir și Diana Calciu, Editura Lumina Lex București 2007;
- Dicționar juridic poliglot, Vladimir Hanga, Rodica Hanga Calciu, Ioan Trifa, Editura Cordial Lex, 2008;
- Mic dictionar poliglot, Vladimir Hanga, Rodica Hanga Calciu, Ioan Trifa, Editura Cordial Lex, 2009;
- Manual de drept privat roman, Vladimir Hanga, Ioan Trifa, Editura Cordial Lex, 2009;
- Dicționar juridic latin - român, Vladimir Hanga, Ioan Trifa, Editura Cordial Lex, 2009;
- Iustiniani Institutiones - Instituțiile lui Iustinian, text bilingv (latină și română), (în colaborare cu Mircea Dan Bob), Universul juridic, București 2009 (prima ediție, 2002)

1. ↑  Decretul Consiliului de Stat al Republicii Socialiste România nr. 739 din 26 septembrie 1966 privind conferirea ordinului și medaliei „Meritul Științific”, publicat în Buletinul Oficial al Republicii Socialiste România, anul II, nr. 66, Partea I, 11 octombrie 1966, p. 470.